# 朝鮮民主主義人民共和国における大麻
朝鮮民主主義人民共和国における大麻（ちょうせんみんしゅしゅぎじんみんきょうわこくにおけるたいま）の実情は、国外から得られる情報が少ないためはっきりしない。北朝鮮では大麻は事実上合法である、あるいは少なくとも容認されているという意見がある一方で、これは誤解であり、違法であるとする意見もある。

## 歴史
麻は古代朝鮮における重要な作物であり、少なくとも紀元前3000年以前に作られたとされる麻織物のサンプルが発見されている。伝統的なサンベ（朝: 삼베）は麻から生産される。

### 現況
2010年、アメリカ合衆国の非政府組織である開かれた北韓放送は、咸鏡北道において厳しい覚醒剤の取り締まりが行われているとする情報を公示した。しかし、同情報の提供者によれば、取り締まりの対象は覚醒剤だけであり、政府は大麻とアヘンを麻薬とは見なしていないという。2013年、VICEはNK NewsおよびRedditの情報を引用しながら、北朝鮮では大麻は「イッタンベ」（朝: 잎담배、「葉タバコ」の意）と呼ばれ、下層階級のあいだでは安価な煙草の代用品として、仕事終わりに気分を落ち着けるために用いられていると報じた 。MassRootsのLexi De Coningによれば、北朝鮮人は大麻を栽培したり、国内に自生している大麻を収穫することは一般的である。
ジャーナリストのキーガン・ハミルトン（Keegan Hamilton）は、ガーディアン紙の2014年の記事でこれらの主張が単なる噂にすぎないことを暴こうとした。彼はピョンヤン・プロジェクト（Pyongyang Project）のマシュー・ライシェル（Matthew Reichel）の情報を引用し、イッタンベは実際には煙草に薬草を混ぜたものであり、一見大麻に似ているが無関係であるという。彼によれば、北朝鮮においてTHC含有量の少ないヘンプは工芸作物として栽培されている。よって、精神活性作用のある大麻の個人的な栽培者がいる可能性はあり、その使用が違法であることに変わりはないにしろ、厳しく罰せられる可能性も低い。 2017年、駐朝スウェーデン大使はAP通信の取材に答え、「同国では大麻を含む薬物が違法であることに疑いの余地はなく、合法的に購入することはできないし、喫煙は犯罪行為であり、一切の寛容さは期待できない」と述べた。